# ピラミッドの秘密
『ピラミッドの秘密』（ピラミッドのひみつ）は、日本でポプラ社が1961年（昭和36年）10月に刊行した『怪盗ルパン全集』の第13巻に収録された冒険小説である。表紙では『アルセーヌ・ルパン』シリーズの原作者であるモーリス・ルブランの名義がクレジットされており、序盤に別の短編から流用したトリックが用いられているが物語の大部分は『怪盗ルパン全集』でシリーズの児童向け翻案・脚色を手掛けた南洋一郎の二次創作（パスティーシュ）とみなされている。

## 概要
モーリス・ルブラン作の怪盗アルセーヌ・ルパンを主人公とするシリーズは原作者と親交のあった保篠龍緒の熱心な紹介により日本では大正期から広く受容されていたが、戦後に入り児童向けのシリーズが各社から相次いで刊行されるようになった。このうちポプラ社版は戦前から少年向けの冒険小説で定評のあった南洋一郎のリライトによって1958年（昭和33年）から1961年（昭和36年）までに第1期となる全15巻が刊行されたが、その13巻に収録されたのが『ピラミッドの秘密』である。
全集版の序文で南は本書の原作について「英仏両国語の短編の中にあったのを一つにまとめあげた」としていたが、1976年（昭和51年）にポプラ社文庫へ収録された際にはあとがきで前半のトリックは原作のエピソード（『ルパンの告白』収録の「地獄のわな」と「麦わらのストロー」）から流用したもので、後半の冒険譚は『アメリカンボーイズ』と言うアメリカの古い少年雑誌に載っていたものが基になっているとしている。しかしながら今日まで原作となるエピソードは確認されておらず、また戦前にルパンの翻訳で第一人者的立場にあった保篠や同じくポプラ社で『シャーロック・ホームズ』シリーズのリライトを手掛けた山中峯太郎も原作には存在しないエピソードを挿入したり全くの二次創作を紛れ込ませる行為を頻繁に行っていたことから、この『ピラミッドの秘密』も大部分が南の二次創作（悪く言えば贋作）とみなされている。そうした事情により、また（本作に限らず、昭和前期の冒険小説の多くに共通する事情であるが）アフリカの現地住民やルパンと敵対する大僧官の疾病に関する描写が現代の人権感覚では不適切とされることから、1999年（平成11年）刊の新装版『シリーズ怪盗ルパン』全20巻からは旧全集の第2期（16〜30巻）でルブラン作のルパンが登場しない作品や26〜30巻収録のボワロー＝ナルスジャックがルブランの遺族から承諾を得て執筆した「新ルパン」5作品と共に除外されており、旧全集の第1期収録分を復刻したポプラ文庫クラシックにも本作だけは採録されていない。なお、ボワロー＝ナルスジャックの「新ルパン」第4作『アルセーヌ・ルパンの裁き』を原典とする全集29巻『ルパンと殺人魔』に収録された短編「女賊とルパン」も本作と同様に原作となるエピソードの存在が確認されておらず、南の二次創作と考えられている。
台湾や中国大陸では南のリライトによるポプラ社版全30巻を底本とした中国語重訳のルパンが広く読まれており、本作も『金字塔的祕密』もしくは『金字塔之秘』の表題で訳出されているが、大半は著者のクレジットに南の名前が無くあたかも（実際には存在しない）ルブランの原作をフランス語から中国語へ直に翻訳したかのような扱いとなっている。また、台湾では劉宗銘（ストーリー構成・廖明進）によるコミカライズ版『金字塔的祕密』が1992年に長鴻出版社から刊行されている。

## あらすじ
1961年（昭和36年）初版の第1章「競馬場の怪盗」に当たる部分は1973年（昭和48年）の改版以降、第10巻『七つの秘密』（原題『ルパンの告白』）に「地獄のわな」の表題で収録されている。この時に削られた冒頭部分は「赤い手帳と黒い皮袋」と題し、ルパンとエリザ（ローザ）の会話を通じてそれまでの経緯を説明する形の加筆が行われた。本作から独立して『七つの秘密』に移動した「地獄のわな」は現行の新訂『シリーズ怪盗ルパン』第8巻にも収録されており、ガブリエルの正体が男装したエリザ（ローザ）であることやルパンがガニマール警部に充てた置き手紙でエジプト行きを示唆していることなどのフランス語原典には無い要素も旧全集の改訂時からそのまま引き継いでいる。
第2章（改版後は第1章）「侯爵家の紋章の謎」の部分では『ルパンの告白』（一部の版では『怪盗紳士ルパン』）のフランス語原典に収録されていた「麦わらのストロー」のトリックを流用している。

### 競馬場の怪盗
怪盗紳士アルセーヌ・ルパンはかつて十字軍に参加した侯爵が遺したとされる古文書の手掛かりを求めていた。その古文書にはナイル川の上流で黒人が築いたウバンギ帝国の財宝が眠る場所について書かれているが、解読に成功した者は誰もおらず古文書自体も複数の切れ端に分散してしまっていると言う。
ルパンは古文書の行方を聞き出すため競馬場でモロッコ皮の袋を持つニコラとアンナの悪党夫妻に接近するが、アンナの奸計によって捕らえられ危機に陥ったところを男装して夫妻から「ガブリエル」と呼ばれていた少女に助けられる。ガブリエルの正体はかつて孤児となっていたところをルパンが保護し、乳母のヴィクトワールに養育させていたエリザであった。エリザが失踪して音信不通となっていた中での再会を2人は喜び合い、ルパンはモロッコ皮の袋に隠されていた古文書の切れ端を手に入れることに成功する。

### 侯爵家の紋章の謎
数日後、ルパンはかつて侯爵の城があった農村を訪れるが、そこで果樹園を営むグッソー老人が6000フランの現金を盗まれた事件に遭遇した。「私立探偵マルボー」を名乗って捜査への協力を申し出たルパンは現場から姿を消した犯人のトレナールを探し当て、グッソーから謝礼代わりにかつて侯爵が使っていた水袋をもらい受ける。
一方、初犯と言うことで執行猶予が付いて釈放されたトレナールはある男に命じられてグッソー家から現金と共に聖書を盗み出していたことが判明し、その聖書が侯爵家の紋章に書かれた暗号と関係があるのではないかと考えたルパンはトレナールを問い詰める。その聖書はルパンが求めていたモロッコ皮装丁の聖書ではなかったが、ページの余白に書き込まれていた元の所有者の名前を見て驚愕の声を上げた。この聖書をかつて所有していたのは考古学者のピエール・ダルトンで、その娘のローザこそかつてルパンが「エリザ」と名付けて養育していた少女だったのである。ルパンは再びグッソー家を訪ね、かつてダルトン一家が侯爵の城を調べるため農村を訪れていたことを聞き出すが、ピエールとエリザ（この名前はローザが持っていた手帳に書かれており、ルパンはローザ本人の名前だと思っていたが実際はローザの母の名前だった）の行方は知れないと言うことだった。
ルパンがパリへ戻ると、ヴィクトワールからローザが何者かに連れ去られたと知らされる。自分以外の帝国の財宝を狙う何者かがローザを誘拐したに違いないと確信したルパンは賊の一味がアジトにしている中華料理店へ繰り出し、そこで「アルザスの虎」の二つ名を持つ盗賊のアンドレーと対峙するが、ルパンとアンドレーそれぞれが持つ古文書の断片を巡る取引は決裂し、2人はそれぞれの思惑を胸にアフリカへ渡った。

### 大ナイルの上流へ
ルパンはエジプトからナイル川を遡り、アンドレーが張っていたキャンプのテントからローザを救出することに成功する。しかし、途中でローザを乗せたラクダが暴走してルパンとはぐれてしまい、ルパンはその後を追ってジャングルに足を踏み入れるが、アンドレーの手下たちに囲まれて急流の底へ滑り落ちてしまう。ルパンが意識を取り戻すと、そこには1頭のチーターを従える年老いたフランス人男性がいた。その男性こそがローザの父で考古学者のピエール・ダルトンであったが、ピエールは食料を調達するため狩りに出た先で毒蛇に噛まれてしまい、自らの死期が近いことを悟ってモロッコ皮の聖書をルパンに託した。
ピエールを埋葬したルパンは褐色の肌を持つ青年が巨大なニシキヘビに締め上げられているのに遭遇し、青年を救出する。その青年はウバンギ帝国の大僧官ガラハダによって国を追われたタンナ王子その人であった。

### ピラミッドの下
旅の途中でタンナはジャングルの奥で気を失っていたローザを発見し、苦難に満ちた冒険の末に3人はようやく帝国にたどり着く。ところが、そこにヒョウの仮面をかぶった大僧官が現れてローザを誘拐してしまった。ルパンはローザを救出すべくタンナの案内で地下洞窟に足を踏み入れるが、大僧官の手下に囲まれて2人も捕われてしまう。
ルパンは地下牢に幽閉され、どうやって脱出しようかと思案していたところに地震が発生して天井が崩れ落ち、崩落した岩を登って地上へ脱出するとアンドレーが岩場の崩落に巻き込まれて足をくじいていた。それまで反目し合っていたルパンに助けられたアンドレーは感謝の意を表し、2人が持つ古文書を繋ぎ合わせることでついに財宝の在処が明らかになる。その場所は、ウバンギ帝国がエジプト文明を模して築いた「緑のピラミッド」の地下であった。

### 地底の大秘宝
ルパンとアンドレーはタンナの案内で緑のピラミッドにたどり着くが、先回りしていた大僧官の手下が周囲の草むらに火を放った。ルパンとアンドレ―は崖をよじ登って間一髪で助かるがタンナとははぐれてしまう。そして大僧官の追手を逃れて地下洞窟の奥深くをさまよっていた2人は、大僧官が自らの傀儡として即位させた女王に出会うがその女王こそがローザの母・エリザであった。大僧官は帝国に伝わる予言にある財宝が隠された部屋の扉を開ける力を持った「白い女王」を欲し、帝国の文明を調査していたピエールの妻に目を付けてブローニュの森で拉致し自らの傀儡として即位させたのである。ルパンから事の顛末を聞かされたエリザはローザの無事を聞かされて安堵するが、大僧官は頻発する地震を鎮めるためと称してローザを魔神アダの生贄に捧げようとしていた。
ローザは生贄として炎に身を焼かれる寸前でタンナによって救出され、大僧官は逃亡してしまう。5人は古文書に記されたピラミッド地下の隠し部屋に眠る帝国の財宝と対面するが、大僧官の手で出入り口を塞がれてしまった。

### うるわしき国フランス
大僧官の手で生き埋めにされかかった5人はあわやの所で隠し通路を発見し、脱出に成功するがその直後に起きた火山の噴火によって帝国の財宝は大部分が地底に埋まってしまい、ルパンが持ち出せたのはほんの一部でしかなかった。
ローザは女王として即位させられていた母のエリザと共にフランスへの帰国を希望し、ジャングルで亡くなった父のピエールは新しく国王となったタンナの計らいで遺体をミイラとして保存することになった。冒険を終えてパリに帰還したルパンがジャングルで懐いたチーターを車の助手席に乗せ、颯爽と大通りを飛ばすところで物語は幕を閉じる。

## 書誌情報
いずれもポプラ社刊。

### 怪盗ルパン全集
- 南洋一郎、原作 ルブラン『怪盗ルパン全集〈13〉 ピラミッドの秘密』 表紙 牧秀人、挿絵 柳瀬茂

1961年10月30日初版 ISBN 4-591-00168-7
あらすじの節で解説した通り、初期の版（第1期全集版）と第2期全集版の刊行開始により1973年（昭和48年）に行われた改訂後の版では構成に違いがあり第1期で全6章の導入部に当てられていた「地獄のわな」の部分（旧第1章「競馬場の怪盗」）は第2期の改訂で削られて簡略化され全5章となっている。これは原作の『ルパンの告白』に当たる第10巻『七つの秘密』の第1期版では原作の『バーネット探偵社』から抜粋したエピソード2編が収録されていたものが第21巻『ルパンの名探偵』として独立したことにより、原作通り「地獄のわな」を『七つの秘密』に戻した故の措置である。
また、第5章（旧版の第6章）「うるわしき国フランス」の第4節「ルパンのいたずら」では話の冒頭で死亡したはずのニコラ（悪党夫妻の夫）とルパンがパリ市内ですれ違う場面があり、展開に矛盾が生じているため1989年（平成元年）の改版ではこの節ごと除去され、全集が『シリーズ怪盗ルパン』に再編される直前まではこの「ルパンのいたずら」を欠くバージョンが発行されていた。こうした事情により、本書には古い順から265ページ・254ページ・248ページと合計3種類のバージョンが存在している。

### ポプラ社文庫
- 南洋一郎、原作 ルブラン『ポプラ社文庫〈17〉 怪盗ルパン ピラミッドの秘密』 表紙・挿絵 中村英人

1976年11月初版 ISBN 4-591-00855-X
全集版と解説が異なっている。構成は1973年改版と同じで「競馬場の怪盗」を欠き「ルパンのいたずら」の節が含まれている（「競馬場の怪盗」改め「地獄のわな」は、同時に刊行されたポプラ社文庫15『七つの秘密』に収録）。全集版と同じ理由により、後継レーベルのポプラポケット文庫並びに旧全集の第1期を復刻したポプラ文庫クラシックには採録されていない。